# 중관춘역

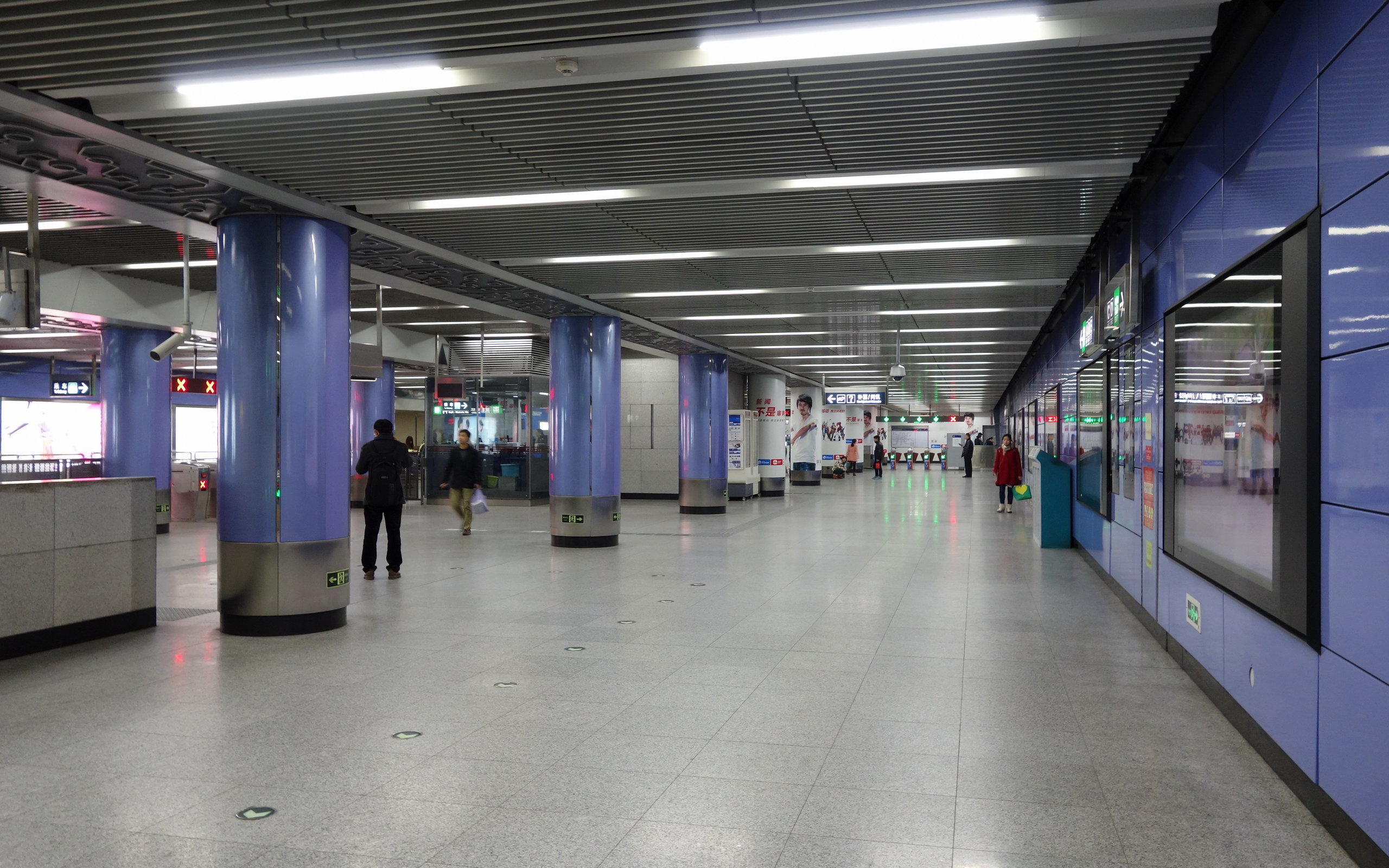
중관춘역 대합실

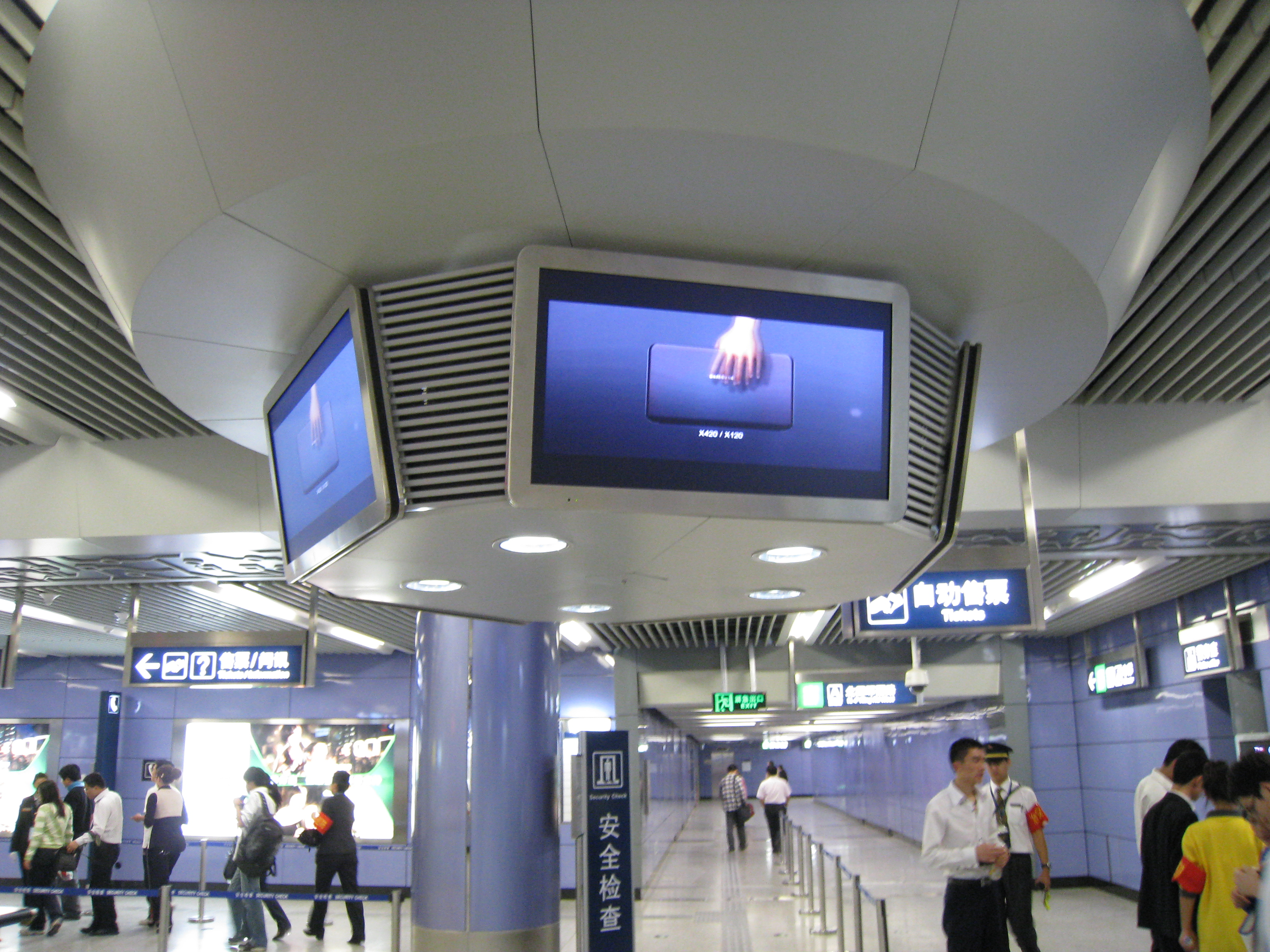
중관춘역의 천장에 있는 5개의 LED 디스플레이가 있는 원형판

중관춘역(중국어: 中关村站)은 중국 베이징시 하이뎬구 하이뎬 가도와 중관춘 가도 사이에 있는 중관춘 대가 중관춘 1교 남쪽에 위치한 베이징 지하철 4호선의 지하철역이다. 역명은 중관춘의 핵심지대에 위치하여 붙여졌다. 2009년 9월 28일 지하철 4호선 개통과 함께 운영을 시작했다.

## 위치
중관춘역은 북4환서로에서 중관춘 대가-중관춘 북대가와 만나는 중관춘 1교 남쪽에 위치하고 있으며, 중관춘 대가를 따라 남북방향으로 배치되어 있다.

## 역 구조

### 층별 구조
중관춘역은 지하 2층 3단 구조로 섬식 승강장으로 설계되었으며, 총연장 179.9m, 폭 22.5m이며, 개착식으로 시공하였다. 지하 1층에는 통합 대합실층, 지하 2층은 승강장층이다. 서쪽 대합실에는 중관춘역과 중관춘 서구 지하도와 이어져있다.
역 북쪽에 주차 차선이 있어 특별한 경우 대기 중 임시 열차를 이용하거나 되돌아갈 수 있도록 했다.
| 지면     | 거리                            | A-E출구                                      |
| 지하 1층 | 대합실                          | 문의/매표소, 자동발매기, 자동조회기, 경무실  |
| 지하 2층 | ←                               | ■ 4호선 안허차오베이 방면 (베이징 대학 동문) |
| 지하 2층 | 섬식 승강장, 왼쪽 출입문이 열림 |                                              |
| 지하 2층 | →                               | ■ 4호선 톈궁위안 방면 (다싱 선) (하이뎬황좡) |

### 승강장
중관춘역에는 중관춘 대가 아래에 1개의 섬식 승강장이 있다. 승강장으로 이어지는 엘리베이터는 승강장 중앙에 위치하며, 역 화장실은 승강장 북쪽끝에 설치되어 있다.

### 출구

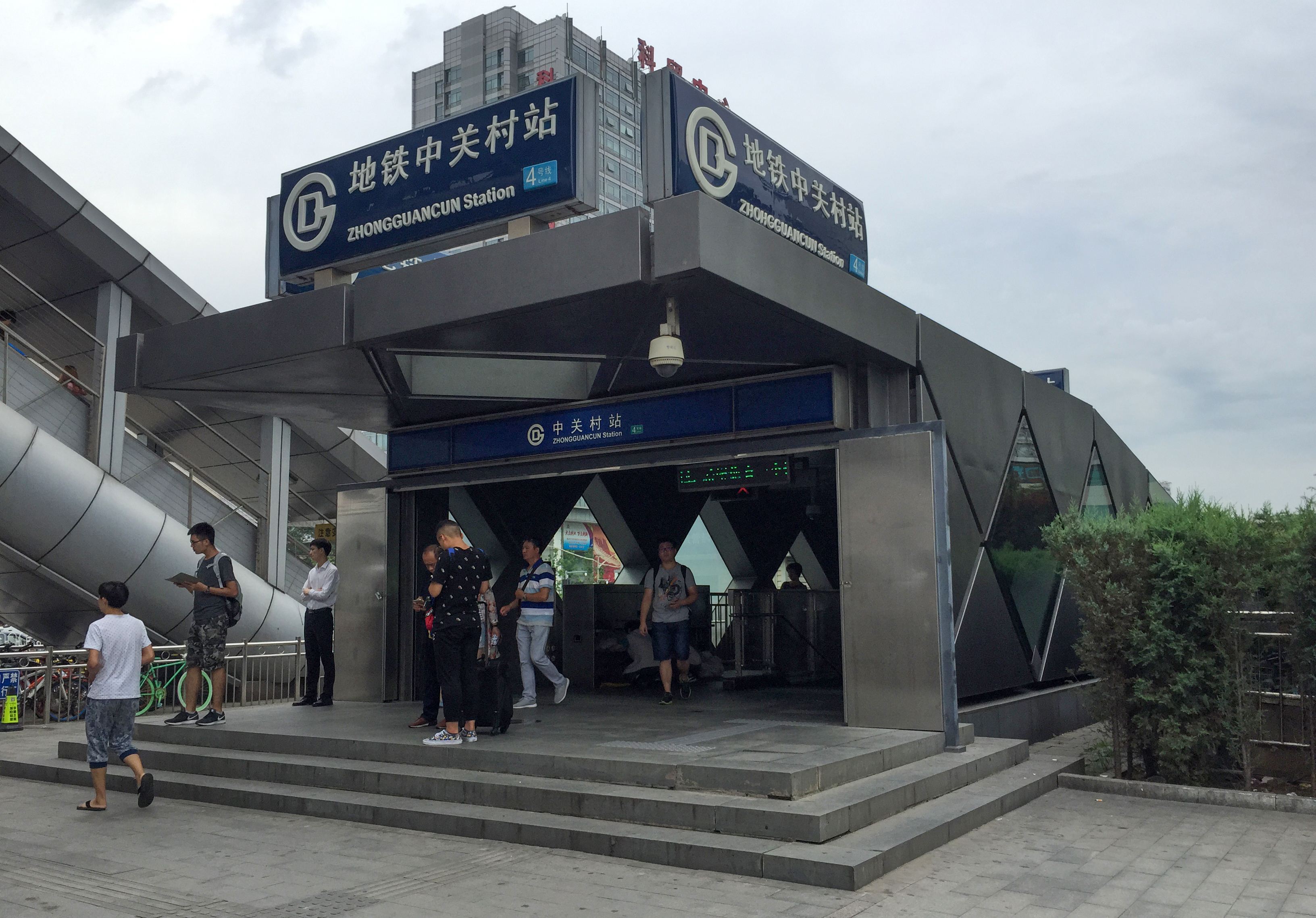
中关村站A1口

중관춘역에는 7개의 출구가 있다.: 서북(A1), 서북(A2, 딩하오 전자 빌딩 방향), 동북(B), 동남(C1, 중관춘 과학무역전자도시 방향), 동남(C3), 서남(D), E출구(딩하오 전자 빌딩 방향).
|                         |                           |                                                                                         |
| 출구                    | 지시                      | 출구 인근                                                                               |
| 出口 · A · 1            | 북4환서로                 | 북4환서로(남측), 베이징 대학 54 체육활동센터, 팡정 국제빌딩                             |
| 出口 · A · 2            | 중관춘 광장 쇼핑센터      | 북4환서로(남측)                                                                         |
| 出口 · B                | 북4환서로                 | 북4환서로(남측), 중관춘 소구, 중관춘 제2초등학교                                        |
| 出口 · C · 1            | 중관춘 인터넷교육혁신센터 | 중관춘 대가(동측), 중관춘 인터넷교육혁신센터, 중관춘 과학무역전자도시                   |
| 出口 · C · 3            | 중관춘 대가               | 중관춘 대가(동측), 중관춘 병원, 베이징 대학 부설 중학교, 중커 빌딩(中科大厦), 황좡 소구 |
| 出口 · D                | 중관춘 대가               | 중관춘 대가(서측), 하이룽 빌딩, 중관춘 광장                                             |
| 出口 · E                |                           | 중관춘 대가(서측), 딩하오 전자 빌딩                                                     |
| 아이콘 설명: 엘리베이터 |                           |                                                                                         |

## 같이 보기
- 중관춘
- 중관춘 과학무역전자도시